# Cidade Alta (Salvador)
Imagem panorâmica de parte do frontispício de Salvador demarcando os dois planos: a Cidade Alta acima e a Cidade Baixa abaixo
A Cidade Alta trata-se da parte maior e mais moderna área da cidade de Salvador, capital da Bahia. Liga-se à Cidade Baixa pelo Elevador Lacerda e por diversas outras vias. Os turistas frequentam a região, embora esta não seja a mais procurada pelos mesmos.
A Cidade Alta abarca grandes prédios e movimentadas avenidas. É considerado o centro econômico da cidade, sofrendo com engarrafamentos e superlotação de ônibus, que se deslocam pra lá vindo dos mais variados pontos da cidade. Conta com vários shoppings e espaços de lazer, destacam-se o Parque de Pituaçu, Parque da Cidade, Parque Metropolitano do Abaeté e as praias mais concorridas da cidade. Por não haver muito espaço, a expansão da Cidade Alta dá-se na Avenida Luís Viana Filho, conhecida como Paralela, onde há bastantes locais vagos, onde estão sendo comprados e sendo construídos muitos prédios em velocidade estrondante. A maior parte da Cidade Alta está acima dos 30 metros do nível do mar, sendo que algumas localidades ultrapassam os 100 metros.